# Strumiger desertorum
Strumiger desertorum is een rechtvleugelig insect uit de familie Pamphagidae. De wetenschappelijke naam van deze soort is voor het eerst geldig gepubliceerd in 1896 door Zubovski.